# Федосихинский сельсовет
Федосихинский сельсовет — сельское поселение в Коченёвском районе Новосибирской области Российской Федерации.
Административный центр — село Федосиха.

## История
Статус и границы сельского поселения установлены Законом Новосибирской области от 2 июня 2004 года № 200-ОЗ «О статусе и границах муниципальных образований Новосибирской области».
06.02.2018 упразднён посёлок Березовский.

## Население
| 2002 | 2010 | 2012 | 2013 | 2014 | 2015 | 2016 |
| ---- | ---- | ---- | ---- | ---- | ---- | ---- |
| 1020 | ↘774 | ↘765 | ↘760 | ↗778 | ↘768 | ↘746 |
| 2017 | 2018 | 2019 | 2020 | 2021 |      |      |
| ↘734 | ↘708 | ↗712 | ↘688 | ↘679 |      |      |

## Состав сельского поселения
| № | Населённый пункт | Тип населённого пункта       | Население |
| - | ---------------- | ---------------------------- | --------- |
| 1 | Казанка          | село                         | ↘45       |
| 2 | Лесной           | посёлок                      | ↘57       |
| 3 | Федосиха         | село, административный центр | ↘672      |